# Метафора про розбите вікно

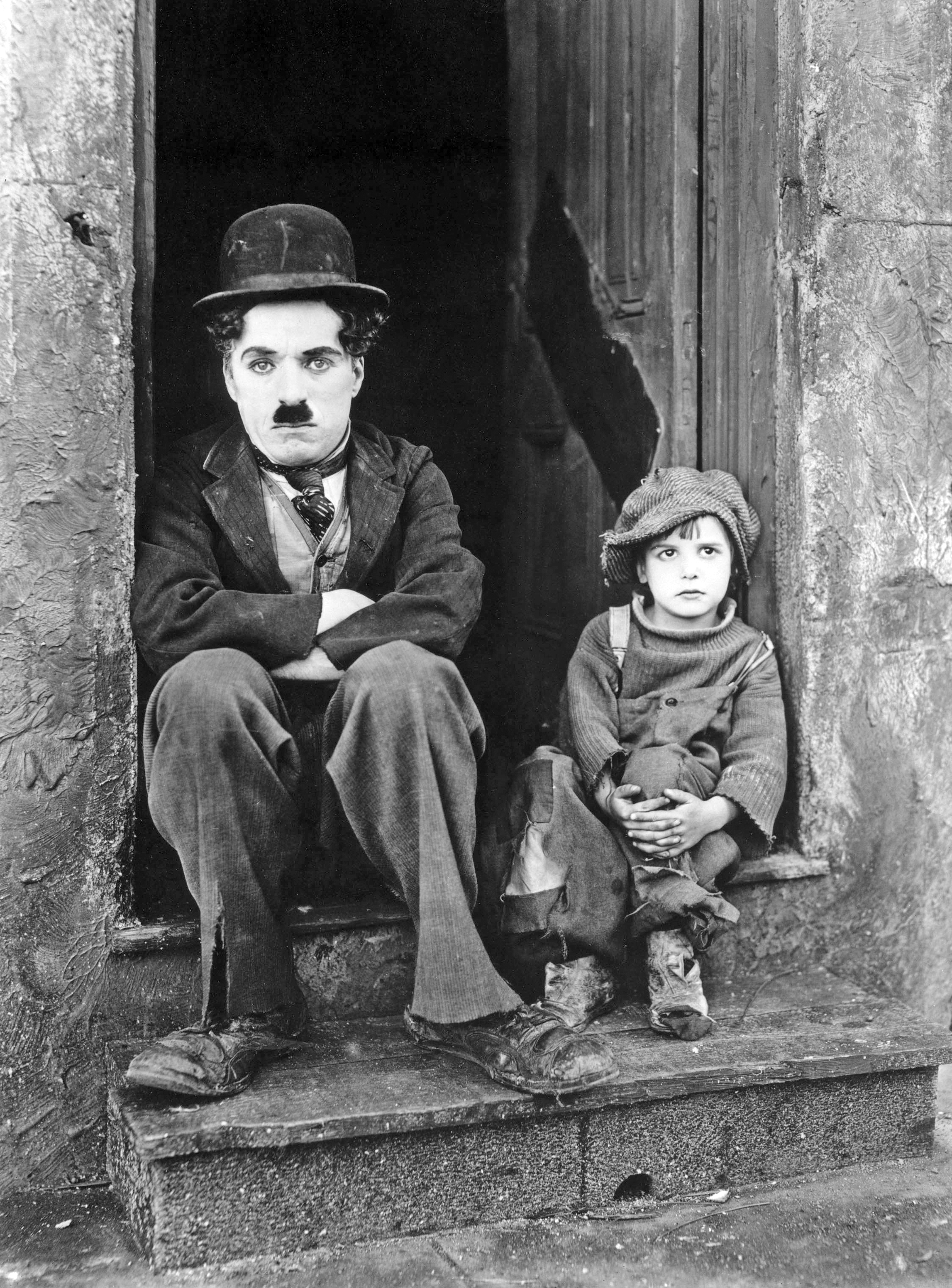
Чарлі Чаплін в ролі скляра та Джекі Коган в ролі хлопця, котрий стимулює розвиток економіки. Кадр з фільму Малюк (The Kid, 1921)

Метафора або притча про розбите вікно — наведена економістом Фредеріком Бастіа в його есеї фр. «Ce qu'on voit et ce qu'on ne voit pas» (Про те, що видно, та про те, що не видно) 1850 року. На думку Генрі Гацліта, ця метафора ілюструє один з поширених помилкових поглядів на економіку: що будь-яка катастрофа може сприяти економічному розвитку.

## Історія
Уявіть хулігана, який вибив вікно в пекарні та втік. Пекар виходить оцінити втрати та визначає, що нове скло коштуватиме йому 3000 гривень. Але хтось в натовпі відзначає, що, взагалі кажучи, не все так погано, оскільки ці кошти створять прибуток у скляра. В свою чергу скляр витратить отримані гроші, пожвавлюючи таким чином місцеву економіку.
Але помилка полягає в тому, що тут не враховано те, що пекар має витратити власні кошти на відновлення вікна. Через це прибуток недоотримають інші потенційні продавці товарів для пекаря. Як наслідок, розбите вікно в сумі не збагачує економіку, а навпаки, завдає шкоди вартістю щонайменше одного вікна.

## Інтерпретація
Представники Кейнсіанської школи вважають, що в деяких випадках хлопчик, насправді, може приносити користь, хоча і не найкращим чином. Зіштовхнувшись з недовикористанням ресурсів (наприклад, під час Великої депресії), Джон Мейнард Кейнс вважав, що можливо є сенс у тому, аби будувати абсолютно непотрібні піраміди для стимулювання економіки, збільшувати сукупний попит та сприяти повній зайнятості.
Австрійські економісти, як і сам Бастіа, інтерпретують метафору в інший спосіб. Припустімо, буде з'ясовано, що хлопчик насправді найнятий склярем, та отримує 10 гривень за кожне розбите вікно. Раптово виявляється, що дії хлопця є крадіжкою: скляр примушує, розбиваючи вікна, людей звертатись по його послуги. Тобто, скляр отримує вигоду за рахунок інших. Бастіа показав, що люди зазвичай підтримують дії, що морально рівнозначні наймом склярем хлопця, аби той розбивав для нього вікна.

## Застосування
Представники Австрійської школи та лібералізму вважають, що «хиба розбитого вікна» є дуже поширеною в масовій свідомості. До прикладів належать:

### Війна
Дехто вважає що війна є позитивним чинником, оскільки, як показує історія, війни часто допомагали зосереджувати ресурси та сприяли розвитку технологій в інших галузях. Збільшення виробництва та зайнятості під час війни є для багатьох підставою вважати, що «війна корисна для економіки». Проте насправді збільшується доля виробництва «не корисних» і не потрібних речей. А отже марно знищуються ресурси та зменшується сукупна пропозиція товарів та послуг.

На думку Генрі Гацліта: 
|  | Ніколи нема вигоди в тому, аби бомбити фабрики, за винятком тих випадків, коли вони не приносять жодної користі або навіть через свій жалюгідний стан завдають збитків. […] Фабрики та устаткування не можуть бути замінені людиною (або соціалістичним урядом) поки не буде накопичене достатньо заощаджень та капіталу для придбання заміни. Але війна знищує накопичений капітал. […] Хитросплетення не мають відвертати нашу увагу від простого факту: знищення будь-чого, що має реальну цінність завжди означає збиток, втрату, лихо, яке, в підсумку, незважаючи на будь-які наслідки, не може бути здобутком або благом. |

### Особливі інтереси та уряд
Фредерік Бастіа, Генрі Гацліт та інші порівнювали скляра з групами захисту особливих інтересів, а хлопчика з урядом. Групи захисту особливих інтересів вимагають гроші від уряду (у вигляді субсидій, грантів тощо), а уряд стягує гроші з платників податків. Отримувачі допомоги зазвичай залишаються задоволені, тому багатьма вважається, що дії уряду приносять користь всім. Але люди не помічають прихованих витрат: платники податків стають бідніші, щонайменше, саме на цю суму грошей. Платникам податків доведеться відмовитись від їжі, одягу та інших речей, які вони могли б придбати — однак, оскільки не існує можливості точно підрахувати «не покупки», це є прихованою ціною, що інколи називається ціною втрачених можливостей. Бастіа розглядав цей випадок в есеї «Що не видно…». Оскільки ціна прихована, складається враження, що допомога окремим групам нічого не коштує. Гацліт підсумовує принцип словами «все, що ми отримуємо, за винятком дарів природи, має бути оплачене». Роберт Хайнлайн вигадав та поширив акронім «TANSTAAFL» (безкоштовних сніданків не існує, від англ. There Ain't No Such Thing As A Free Lunch) для позначення цього принципу.
Поширеними прикладами аргументів деяких груп захисту особливих інтересів, що підпадають під хибу розбитого вікна можуть бути:
- Аргументи на користь громадських робіт як способу зниження рівня безробіття.
- Аргументи на користь збільшення працівників в уряді та бюджетній сфері, як спосіб створення робочих місць.
- Аргументи на користь протекціонізму, впровадження спеціальних тарифів, субсидій, та/або інших регуляторних заходів з метою захисту місцевої промисловості.
- Субсидування творчості, театрів тощо, з метою створення робочих місць для акторів, оскільки коли люди відвідують театри або концерти, вони також ходять і до ресторанів тощо, та пожвавлюють економіку.

### Тероризм
Економіст Вальтер Вільямс (англ. Walter E. Williams), та коментатори Джона Гольдберґ (англ. Jonah Goldberg) та Роберт Трацінський (англ. Robert Tracinski) звинуватили економіста Пола Кругмана у помилковому використанні хиби невдовзі після атак 11 вересня. Кругман написав, що вартість зруйнованих будівель порівняно не велика в масштабі всієї країни, а їх відбудова може пожвавити економіку.